# Documenta 5

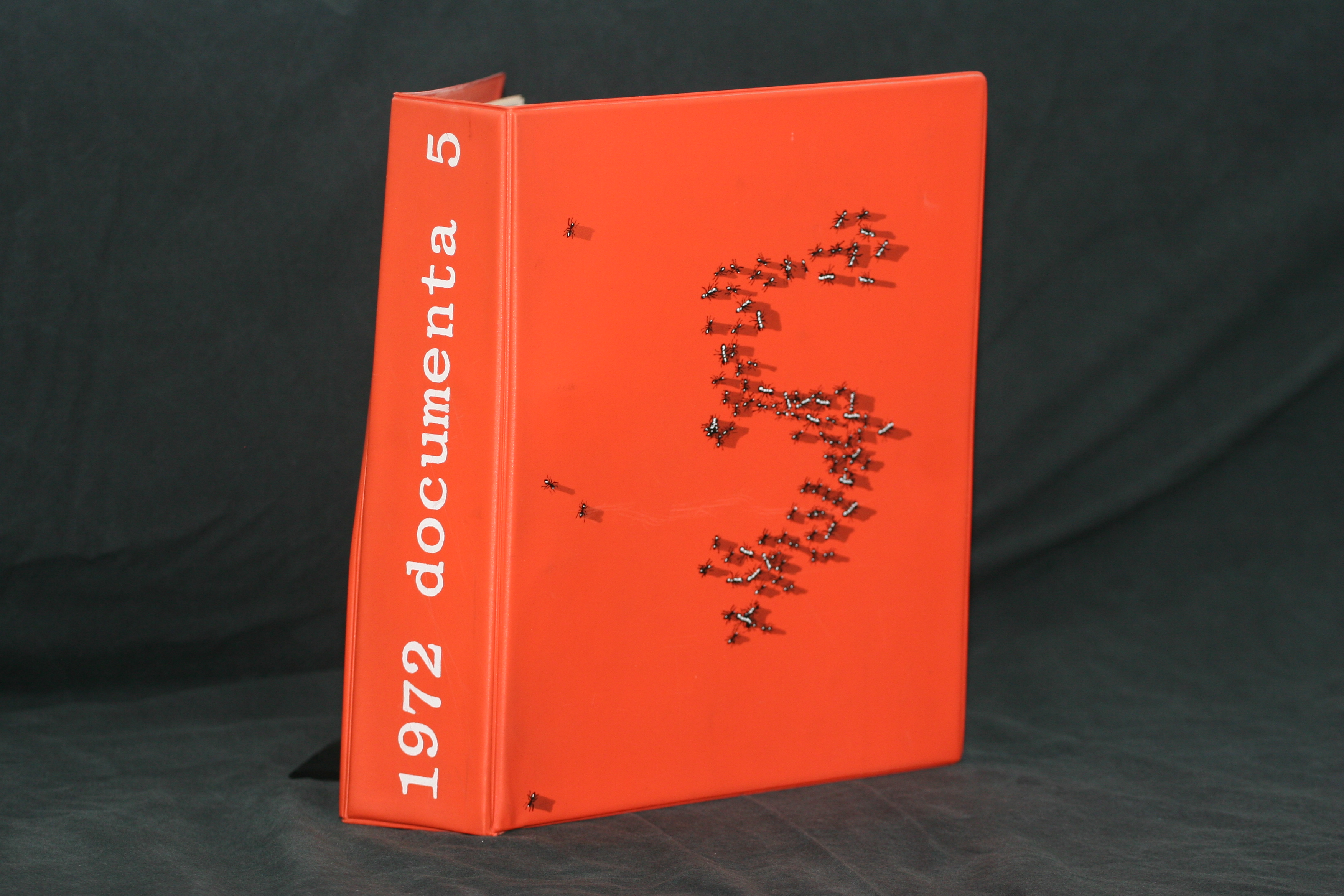
Katalog för documenta 5

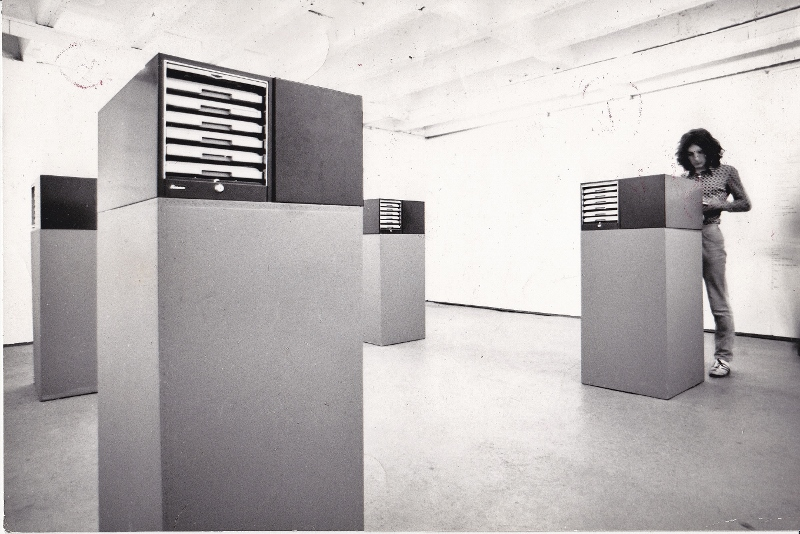
Art & Language, Index 01, documenta 5 1972

documenta 5 var den femte documenta-utställningen av samtida konst i Kassel i Tyskland, vilken hölls mellan 30 juni och 8 oktober 1972. Konstnärlig ledare var Harald Szeemann. Utställningens titel var Befragung der Realität – Bildwelten heute ("Att ifrågasätta realitet – nutida bildvärldar").
documenta 5 var den första documenta-utställningen, som Arnold Bode inte hade huvudansvar för. Den anses som den dittills mest inflytelserika utställningen av samtida konst efter andra världskriget.
Harald Szeemann, till skillnad från tidigare konstnärliga ledare, organiserade documenta som en verksamhet med en politisk och kritisk bakgrund och med provocerande ansatser. Konsten skulle flytta ut ur sina museala sammanhang. Fluxus och happening-konst, vilka inte funnits med i 4. documenta, fann här sin plats. "Icke-konst" ställdes ut och åstadkom offentlig kontrovers.
I sitt första koncept hade Szeemann planerat ett ännu radikalere frånsteg för documenta 5 från museiprinciper. Det skulle inte ha någon statisk utställning alls, utan bara vara en framställning av kreativa processer och förändringar. Detta koncept visade sig dock inte genomförbart av finansiella och organisatoriska skäl.

## Deltagare i urval
- Vito Acconci
- Art & Language
- Richard Artschwager
- Christian Boltanski
- Stan Brakhage
- Marcel Broodthaers
- Günter Brus
- Daniel Buren
- Chuck Close
- Joseph Cornell
- Hanne Darboven
- Marcel Duchamp
- Richard Estes
- Barry Flanagan

- Vittorio Gigliotti
- Dan Graham
- Hans Haacke
- Duane Hanson
- Auguste Herbin
- Eva Hesse
- Rebecca Horn
- Jasper Johns
- Edward Kienholz & Nancy Kienholz
- Sol LeWitt
- Richard Long
- Ingeborg Lüscher

- Agnes Martin
- Dieter Meier
- Russ Meyer
- Bruce Nauman
- Claes Oldenburg
- Yoko Ono
- Dennis Oppenheim
- Giuseppe Penone
- Sigmar Polke
- Markus Raetz
- Gerhard Richter
- Ulrich Rückriem

- Edward Ruscha
- Rudolf Schwarzkogler
- Richard Serra
- Robert Smithson
- Keith Sonnier
- Wayne Thiebaud
- Lawrence Weiner
- Charles Wilp
- Adolf Wölfli
- La Monte Young